# Tófej, Zala
Tófej  este un sat în districtul Zalaegerszeg, județul Zala, Ungaria, având o populație de 723 de locuitori (2011). 

## Demografie
Componența etnică a satului Tófej
     Maghiari (96,44%)
     Romi (3,56%)
Componența confesională a satului Tófej
     Romano-catolici (70,4%)
     Reformați (1,66%)
     Necunoscută (26,56%)
     Alte religii (1,8%)
Conform recensământului din 2011, satul Tófej avea 723 de locuitori. Din punct de vedere etnic, majoritatea locuitorilor (96,44%) erau maghiari, cu o minoritate de romi (3,56%).  Din punct de vedere confesional, majoritatea locuitorilor (70,4%) erau romano-catolici, cu o minoritate de reformați (1,66%). Pentru 26,56% din locuitori nu este cunoscută apartenența confesională.